# Hiệp ước ba bên Mỹ–Nhật–Hàn
Hiệp ước ba bên Mỹ–Nhật–Hàn hay Nguyên tắc Trại David (tiếng Anh: American–Japanese–Korean trilateral pact hay Camp David Principles) là tập hợp các thỏa thuận ba bên giữa Hoa Kỳ, Nhật Bản và Hàn Quốc được công bố vào ngày 18 tháng 8 năm 2023, tại Trại David ở Hoa Kỳ.

## Bối cảnh

### Quan hệ Hàn Quốc-Nhật Bản và các mối đe dọa ở Ấn Độ Dương-Thái Bình Dương
Từ năm 1910 đến năm 1945, bán đảo Triều Tiên bị Đế quốc Nhật Bản cai trị. Dưới sự cai trị của Nhật Bản, phụ nữ Triều Tiên – chủ yếu đến từ Hàn Quốc – bị Quân đội Đế quốc Nhật Bản ép làm nô lệ tình dục. Sự cai trị của Nhật Bản ở bán đảo Triều Tiên đã làm căng thẳng mối quan hệ giữa hai nước. Dưới thời chính phủ của tổng thống Hàn Quốc Yoon Suk-yeol và thủ tướng Nhật Bản Kishida Fumio, cả hai nước đều đã có những thay đổi đáng kể. Tháng 3 năm 2023, Yoon chấm dứt yêu cầu đối với các công ty Nhật Bản của chính phủ Hàn Quốc về trả lương cho những người lao động Hàn Quốc bị bắt làm nô lệ trong Chiến tranh thế giới thứ hai. Hàn Quốc và Nhật Bản đã hỗ trợ Ukraina trong cuộc xâm lược Ukraina của Nga, khi Trung Quốc và Nga tăng cường quan hệ giữa họ.
Sự hiện diện của Trung Quốc ở khu vực Ấn Độ Dương-Thái Bình Dương khiến Mỹ lo ngại, trong bối cảnh quan hệ giữa hai nước vẫn ở mức thấp. Tháng 10 năm 2022, Bắc Triều Tiên bắn một quả tên lửa vượt qua Nhật Bản, rồi sau đó là đe dọa hạt nhân đối với Hàn Quốc vào tháng 3 năm 2023. Thông qua thỏa thuận với Hoa Kỳ, Nhật Bản và Hàn Quốc có thông tin theo thời gian thực về tên lửa đạn đạo của Triều Tiên.

### Nỗ lực ổn định khu vực Ấn Độ Dương-Thái Bình Dương
Tháng 4 năm 2023, Tổng thống Hoa Kỳ Joe Biden tuyên bố rằng bất kỳ cuộc tấn công Hàn Quốc nào của Bắc Triều Tiên sẽ dẫn đến sự "chấm dứt" quyền lực Kim Jong-un. Tại Nhà Trắng, Yoon tuyên bố sẽ sản xuất vũ khí hạt nhân. Nhật Bản từ chối tham gia vào một động thái được Hoa Kỳ cho là có liên quan đến chính trị trong nước.

## Hội nghị thưởng đỉnh Trại David
Tại Trại David vào ngày 18 tháng 8 năm 2023, Biden công bố hiệp ước, đánh dấu lần đầu tiên các nhà lãnh đạo quốc tế đến thăm nơi nghỉ dưỡng này kể từ năm 2015, khi tổng thống bấy giờ là Barack Obama tổ chức hội nghị thượng đỉnh Hội đồng Hợp tác Vùng Vịnh ở đó. Hội nghị thượng đỉnh này là lần đầu tiên trong nhiệm kỳ tổng thống của Biden mà các nhà báo được phép vào khu vực Trại David.

## Thi hành
Hiệp ước thực hiện nguyên tắc chính thức casus foederis, trong đó mối đe dọa đối với một thành viên cũng sẽ là mối đe dọa đối với tất cả các thành viên, nhưng lại không phản ánh Điều 5 của Hiệp ước Bắc Đại Tây Dương. Ngoài ra, phản ứng trước một cuộc tấn công nhằm vào một thành viên phải được thảo luận. Hiệp ước này cũng gia tăng các cuộc tập trận quân sự và nâng cấp phòng thủ tên lửa đạn đạo ba bên. Ba nước sẽ phát triển khuôn khổ an ninh cho khu vực Ấn Độ Dương-Thái Bình Dương.